# Lhuna (Coldplay–Kylie Minogue-dal)

A Lhuna című dal az angol Coldplay zenekar és az ausztrál énekes-dalszerző Kylie Minogue közös dala, amely 2008. december 1-én jelent meg (RED) Wire kiadónál, mint jótékonysági kislemez az AIDS világnapjának népszerűsítésére. A dalt 2008-ban a Viva la Vida or Death and All Hits Friends című stúdióalbum során rögzítették, melyen eredetileg David Bowie is szerepelt volna Minogue-val. Ez volt az első együttműködés a zenekar és egy női előadó között. A dalt ráeső részét Minogue a Coldplay londoni magánstúdiójában vette fel, a The Bakery-ben.

## Előzmények
A "Lhuna" eredeti ötlete Chris Martin tollából származik, amikor úgy gondolta, hogy Kylie Minogue-val, és David Bowie énekes-dalszerzővel együtt közösen felveszik a dalt. Miután elküldte Bowie-nak a dal zongorafelvételét Brian Eno produceren keresztül – mivel Eno és Bowie korábban évekig dolgoztak együtt – Bowie elutasította a felkérést, és azt mondta "Nem a legjobb felvételek közé tartozik, nem tudom megcsinálni".
A Coldplay már nyáron beharangozta, hogy írtak és felvettek egy közös dalt Kylie Minogue ausztrál énekesnővel. 2008-as, milliós példányszámban eladott albumukra mégsem tették fel, mert az nem illett a lemez élet-halál tematikájába. Chris Martin azonban megerősítette, hogy a felvétel mindenképp hallható lesz egy 2009-ben megjelenő albumukon, különösen, mivel ez lesz a Coldplay első hivatalos “duettje”. Azonban később mégsem került fel a dal stúdióalbumra.
2008. december 4-én azonban a meglepetés teljes erejével nyilvánosságra hozták a dalt. A ‘Lhuna’ című szerzeményt a napokban debütáló Redwire honlapról lehet letölteni. A dal hangzásvilága egy farkasembert idéz, aki szomorú duettet énekel egy a csillagok és a Hold közt lebegő magányos szépséggel. A befolyt összeget életmentő gyógyszerek vásárlására fordítják, melyeket HIV vírussal fertőzött afrikai betegeknek juttatnak majd el. A site szerdánként, heti rendszerességgel különleges felvételeket kínál fel letöltésre, a befolyt összeg felét pedig jótékony célokra fordítják.

## Megjelenés
Noha a dalt eredetileg a "Viva la Vida or Death and All His Friends" című stúdióalbumra szánták, azonban Chris szerint a dal "túl szexy" volt ahhoz, hogy felkerüljön a lemezre. Ezzel kapcsolatban 2008 júniusában a Q magazinnak adott interjúban a következőket nyilatkozta: "Ebben a pillanatban nem lehetünk olyan szexisek, hogy a dal felkerüljön a lemezre, és amúgy sem fejeztük be még teljesen. Ez a "Lhuna" című al, és Kylie Minogue igazán zseniális partner benne". Majd hozzátette: "A dal 100%-ban napvilágot fog látni, talán a jövő év végén megjelenő lemezen. Úgy gondolom, hogy a kilencedik, vagy a tizedik dal lesz, és amely majd lezárja a lemezt, és ezt az évtizedet.  A Coldplay weboldalán szereplő információ szerint a Kylie Minogue-t felvonultató dal neve "Lhuna" és nem "Lhunar", azonban nem erősítették meg, hogy a zenekar következő albumán helyet kap majd a dal.
Miután a vártnak megfelelően nem szerepelt a dal a "Viva la Vida" albumon, és a Prospect's March című EP-n sem, a "Lhuna"-t a (RED)Wine online magazin és zenei szolgáltatás részeként jelentették meg digitálisan, és promóciós CD kislemezen, az U2 együttes frontemberének, Bono-nak köszönhetően, mivel zenekara, és Bobby Shiver együttműködik a (RED) szervezettel, amely az AIDS megállításáért világszerte harcol. A dalt az AIDS világnapján jelentették meg. A dalból származó teljes bevételt életmentő gyógyszerek vásárlására ajánlották fel az Afrikában élő HÍV/AIDS fertőzöttek számára.
A dal slágerlistás helyezést nem ért el.